# Asterodiscides japonicus
Asterodiscides japonicus is een zeester uit de familie Asterodiscididae.
De wetenschappelijke naam van de soort werd in 1991 gepubliceerd door Imaoka, Irimura, Okutani, Oguro, Oji & Kanazawa.